# Cepstrum
Das Cepstrum (Plural Cepstra) ist das Ergebnis einer mathematischen Transformation im Bereich der Fourier-Analyse und kann als Analogon zum Frequenzspektrum betrachtet werden. Der Begriff Cepstrum wurde 1963 in einem Artikel von Bogert, Healy und Tukey eingeführt. Das Cepstrum wird verwendet, um periodische Strukturen in Frequenzspektren zu analysieren. Solche Strukturen entstehen durch Echos/Reflexionen im Zeitsignal, oder durch das Auftreten von harmonischen Frequenzen wie z. B. Obertönen. Mathematisch behandelt das Cepstrum das Problem der inversen Faltung (Dekonvolution) von Signalen im Frequenzbereich.
Referenzen auf den Artikel von Bogert, Healy und Tukey werden häufig falsch zitiert: Die Begriffe im Titel „quefrency“, „alanysis“, „cepstrum“ und „saphe“ wurden durch die Autoren neu eingeführt, indem Buchstaben in den bekannten englischsprachigen Begriffen „frequency“, „analysis“, „spectrum“ und „phase“ anders angeordnet wurden.
So ergibt sich der Name „Cepstrum“ aus der Vertauschung der ersten vier Buchstaben von „Spectrum“. Während das Spektrum als Funktion der Frequenz definiert ist, ist das „Cepstrum“ eine Funktion der „Quefrenz“ (quefrency). Die Quefrenz hat als Einheit die „Zeit“. Die Quefrenz kann als Maß für die Zeitverschiebung von Mustern im Zeitbereich interpretiert werden.
Das Cepstrum ist das Ergebnis der folgenden Berechnungsreihenfolge:
1. Transformation eines Signals vom Zeitbereich in den Frequenzbereich
2. Logarithmieren der spektralen Amplituden
3. Transformation in den Frequenz-Bereich, in dem die unabhängige Variable wieder eine Zeitachse darstellt[1][2][3]

Für das Cepstrum gibt es zahlreiche Anwendungen:
- die Behandlung von Interferenzen von Signalen durch Echos oder Reflexionen (Radar-, Sonar- und Seismologische Anwendungen)
- Bestimmung der Grundfrequenz der Stimme eines Sprechers
- Spracherkennung und Analyse
- Medizinische Anwendungen im Bereich Elektroenzephalogramm (EEG) und Gehirnströme
- Analyse von Vibrationen von Maschinen, insbesondere im Zusammenhang mit Störungen an Getrieben, Turbinen oder anderen rotierenden Elementen[2][4][5]

Vom Cepstrum gibt es zahlreiche Varianten. Für deren Benennung bleiben wir bei den Englischen Fachbegriffen. Die wichtigsten Varianten sind:
- Power Cepstrum: Logarithmiert wird das „Power Spectrum“ bzw. das Autoleistungsspektrum
- Complex Cepstrum: Logarithmiert wird das Frequenzspektrum, das durch die Fourier-Analyse ermittelt wird
- Real Cepstrum: Logarithmiert werden die Amplitudenwerte des Frequenzspektrums. Die Phase wird nicht verwendet.

Es existieren jedoch weitere Varianten, die im Folgenden nicht genauer erklärt werden.

## Abkürzungen
Folgende Abkürzungen werden verwendet, um das Cepstrum detaillierter zu erklären:
| Abkürzung                                                 | Erklärung |
| --------------------------------------------------------- | --- |
| {\displaystyle f(t)}                                      | Signal, als Funktion der Zeit |
| {\displaystyle C}                                         | Cepstrum |
| {\displaystyle {\mathcal {F}}}                            | Fourier-Transformation: Die Abkürzung kann sowohl für eine kontinuierliche Fourier Transformation stehen, als auch für eine Diskrete Fouriertransformation (DFT) oder eine z-Transformation, da die z-Transformation als Verallgemeinerung der Fourier-Transformation angesehen werden kann.                                                                                           |
| {\displaystyle {\mathcal {F}}^{-1}}                       | Inverse Fourier Transformation |
| {\displaystyle \left\|{\mathcal {F}}\{f(t)\}\right\|^{2}} | Leistungsspektrum (Power spectrum) |
| {\displaystyle \log(x)}                                   | Logarithmus von {\displaystyle x}: Die Wahl der Basis {\displaystyle b} hängt vom Benutzer ab. In manchen Artikeln wird sie nicht spezifiziert, andere Artikel bevorzugen die Basis 10 oder e. Die Wahl der Basis hat keinen Einfluss auf die grundlegenden Berechnungsregeln. Aber manchmal hat der Natürliche Logarithmus mit Basis e Vorteile (Siehe Abschnitt: Komplexes Cepstrum) |
| {\displaystyle \left\|x\right\|}                          | Absolutwert von {\displaystyle x}: Falls {\displaystyle x} eine komplex Zahl ist, wird der Absolutwert aus dem Realteil und dem Imaginärteil gebildet, mit Hilfe des Satzes von Pythagoras. |
| {\displaystyle \phi }                                     | Phasenwinkel einer komplexen Zahl |

## Power Cepstrum
Das „Cepstrum“ wurde ursprünglich als Power Cepstrum wie folgt definiert:
{\displaystyle C_{p}=\left|{\mathcal {F}}^{-1}\left\{\log \left(\left|{\mathcal {F}}\{f(t)\}\right|^{2}\right)\right\}\right|^{2}}
Die hauptsächlichen Anwendungen des Power Cepstrum sind im Bereich der Analyse von Vibrationen und Geräuschen oder anderer Schwingungen. Es dient als ergänzendes Werkzeug bei der Spektral-Analyse.
Manchmal wird es auch folgendermaßen definiert:
{\displaystyle C_{p}=\left|{\mathcal {F}}\left\{\log \left(\left|{\mathcal {F}}\{f(t)\}\right|^{2}\right)\right\}\right|^{2}}
Aufgrund dieser Formel nennt man das Cepstrum auch „Spektrum eines Spektrums“. Es kann gezeigt werden, dass sich die beiden Formeln tatsächlich entsprechen. Die Form des Cepstrums ist gleich. Der Unterschied ist lediglich ein Skalierungsfaktor der auch nachträglich geändert werden kann. Manche Veröffentlichungen bevorzugen die zweite Formel.
Andere Schreibweisen sind möglich, da der Logarithmus des Power Spektrums dem Logarithmus des Amplituden-Spektrums entspricht, wenn man einen Skalierungsfaktor 2 anwendet:
{\displaystyle \log(|{\mathcal {F}}|^{2})=2\log(|{\mathcal {F}}|)}
und daher:
{\displaystyle C_{p}=\left|{\mathcal {F}}^{-1}\left\{2\log \left(|{\mathcal {F}}|\right)\right\}\right|^{2}}, oder
{\displaystyle C_{p}=4\cdot \left|{\mathcal {F}}^{-1}\left\{\log \left(|{\mathcal {F}}|\right)\right\}\right|^{2}}, womit man einen Zusammenhang zum Real Cepstrum hergestellt hat (siehe unten).
Weiterhin soll erwähnt werden, dass die Quadrat-Bildung am Ende der Terme von {\displaystyle C_{p}} durchaus umstritten ist. Manche Veröffentlichungen sagen, sie sei (mathematisch) überflüssig, und andere Veröffentlichungen lassen sie einfach weg. Allerdings treten durch die Quadrierung die Spitzen im Cepstrum bei der grafischen Darstellung optisch besser zu Tage.

## Complex Cepstrum
Das Complex Cepstrum wurde durch Oppenheim im Rahmen der Entwicklung seiner „homomorphic system theory“ eingeführt. Die entsprechende Formel wird jedoch auch in anderer Literatur angegeben:
{\displaystyle C_{c}={\mathcal {F}}^{-1}\left\{\log({\mathcal {F}}\{f(t)\})\right\}}
Da {\displaystyle {\mathcal {F}}} komplexe Werte liefert, kann man {\displaystyle {\mathcal {F}}} auch als Produkt von Betrag und Phase darstellen, und im Folgenden – durch den Logarithmus – auch als Summe. Die weitere Vereinfachung ist dann offensichtlich, wenn die Basis e für den Logarithmus verwendet wird:
{\displaystyle \log({\mathcal {F}})=\log({\mathcal {|F|\cdot e^{i\phi }}})}
{\displaystyle \log _{e}({\mathcal {F}})=\log _{e}({\mathcal {|F|}})+\log _{e}(e^{i\phi })=\log _{e}({\mathcal {|F|}})+i\phi }
Damit kann man das Complex Cepstrum auch folgendermaßen schreiben:
{\displaystyle C_{c}={\mathcal {F}}^{-1}\left\{\log _{e}({\mathcal {|F|}})+i\phi \right\}}
Das Complex Cepstrum beinhaltet die Information über die Phasenlage. Daher ist es in diesem Fall möglich, vom Quefrenz-Bereich in den Frequenz-Bereich zurück zu transformieren:
{\displaystyle f(t)={\mathcal {F}}^{-1}\left\{b^{\left({\mathcal {F}}\{C_{c}\}\right)}\right\}}, wobei {\displaystyle b} der verwendeten Basis bei der Logarithmierung entspricht
Die hauptsächliche Anwendung ist die Modifikation des Signals im Quefrenz-Bereich (liftering) als analoges Vorgehen zur Filterung (filtering) im Frequenzbereich. Ein Beispiel ist die Reduzierung von Echo-Effekten durch die Unterdrückung der entsprechenden Quefrenzen.

## Real Cepstrum
Das Real Cepstrum leitet sich aus dem Complex Cepstrum ab, indem die Phase auf Null gesetzt wird. Das Real Cepstrum konzentriert sich auf periodische Eigenschaften, die im Amplituden-Spektrum sichtbar sind:
{\displaystyle C_{r}={\mathcal {F}}^{-1}\left\{\log({\mathcal {|{\mathcal {F}}\{f(t)\}|}})\right\}}
Und damit ist das Real Cepstrum direkt verwandt mit dem Power Cepstrum (siehe oben):
{\displaystyle C_{p}=4\cdot C_{r}^{2}}